# Аймсбюттель
А́ймсбюттель (нем.  Éimsbüttel) — один из 7 районов Гамбурга с населением в 246 тыс. жителей.
Аймсбютель знаменит своими парками — Аймсбюттель-парк (Eimsbütteler Park) и Уннапарк (Unnapark).
В Аймсбютеле находится маленький театр на несколько десятков мест под названием «NN», где нередко выступает известная гамбургская русскоговорящая актриса Лотте Ллахт.
В этом районе так же находится «штаб-квартира» одного из крупнейших предприятий страны — известного концерна «Beiersdorf», выпускающего популярный крем «Nivea», клейкую ленту «Tesa» и пластырь «Hansaplast».
Район подразделяется на 9 частей (Stadtteile):

9 городских частей в районе Аймсбюттель

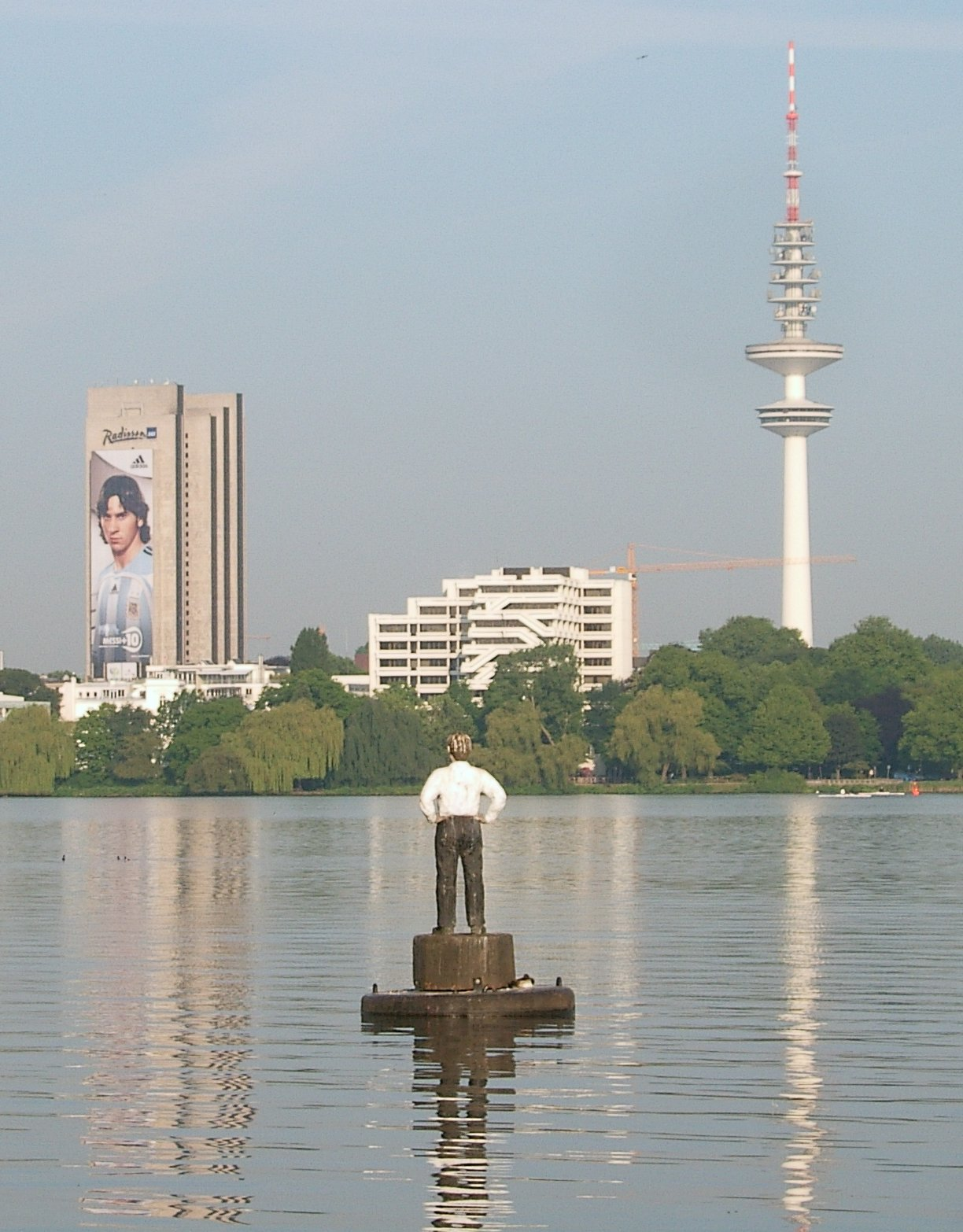
Фигура мужчины в Альстере

- Айдельштедт (Eidelstedt);
- Аймсбюттель (Eimsbüttel);
- Локштедт (Lokstedt);
- Ниндорф (Niendorf);
- Ротербаум (Rotherbaum);
- Харфестехуде (Harvestehude);
- Хоелуфт-Вест (Hoheluft-West);
- Шнельзен (Schnelsen);
- Штеллинген (Stellingen).